# De Slimste Mens ter Wereld 2003
De Slimste Mens ter Wereld 2003 was het eerste seizoen van de Belgische televisiequiz De Slimste Mens ter Wereld, uitgezonden op de Vlaamse openbare televisieomroep TV1. Bruno Wyndaele presenteerde en Marc Reynebeau zetelde in de jury. Het seizoen werd gewonnen door Alain Grootaers.

## Kandidaten

### Alle deelnemers
| Naam                     | Deelnames | Gewonnen |
| ------------------------ | --------- | -------- |
| Linda Asselbergs         | 2         | ?        |
| Gène Bervoets            | 3         | ?        |
| Siegfried Bracke         | 1         | 0        |
| Pierre Chevalier         | 1         | 0        |
| Ben Crabbé               | 1         | ?        |
| Bart De Pauw             | 1         | 0        |
| Jo De Poorter            | 3         | ?        |
| Michiel Devlieger        | 5         | ?        |
| Goedele Devroy           | 2         | ?        |
| Paul D'Hoore             | 7         | ?        |
| Dirk Draulans            | 2         | ?        |
| Alain Grootaers          | 10        | ?        |
| Michiel Hendryckx        | 3         | ?        |
| Steven Kolacny           | 1         | 0        |
| Tom Lenaerts             | 2         | ?        |
| Helmut Lotti             | 2         | ?        |
| Jens Mortier             | 1         | 0        |
| Tim Pauwels              | 4         | ?        |
| Daisy Van Cauwenbergh    | 2         | ?        |
| Frank Vander linden      | 5         | ?        |
| Mitta Van der Maat       | 1         | 0        |
| Peter Vandermeersch      | 1         | 0        |
| Erik Van Looy            | 5         | ?        |
| Vincent Van Quickenborne | 1         | 0        |
| Terry Verbiest           | 2         | ?        |
| Willem Wallyn            | 4         | ?        |

| Kleurlegenda                    |
| ------------------------------- |
| Geplaatst voor de finaleweek.   |
| Speelt verder in de finaleweek. |

### Finaleweek
| Terugkeer   | Naam                | Deelnames | Gewonnen | Eindrank |
| ----------- | ------------------- | --------- | -------- | -------- |
| 4           | Alain Grootaers     | 1         | 0        | Goud     |
| 3           | Paul D'Hoore        | 2         | ?        | Brons    |
| 2           | Erik Van Looy       | 2         | ?        | 4e       |
| 1           | Frank Vander linden | 2         | ?        | 5e       |
| Speelt door | Goedele Devroy      | 1         | 0        | 6e       |
| Speelt door | Ben Crabbé          | 4         | ?        | Zilver   |

## Afleveringen
Opgelet: enkel de afvaller van elke aflevering is bekend. De dagwinnaar en de winnaar van het eindspel zijn niet gekend.
| Afl        | Datum             | Dagwinnaar of tweede | Dagwinnaar of tweede  | Verliezer eindspel       |
| ---------- | ----------------- | -------------------- | --------------------- | ------------------------ |
| 1          | 1 september 2003  | Paul D'Hoore         | Tom Lenaerts          | Mitta Van der Maat       |
| 2          | 2 september 2003  | Paul D'Hoore         | Gène Bervoets         | Tom Lenaerts             |
| 3          | 3 september 2003  | Paul D'Hoore         | Gène Bervoets         | Steven Kolacny           |
| 4          | 4 september 2003  | Paul D'Hoore         | Michiel Devlieger     | Gène Bervoets            |
| 5          | 8 september 2003  | Paul D'Hoore         | Michiel Devlieger     | Pierre Chevalier         |
| 6          | 9 september 2003  | Michiel Devlieger    | Paul D'Hoore          | Siegfried Bracke         |
| 7          | 10 september 2003 | Michiel Devlieger    | Jo De Poorter         | Paul D'Hoore             |
| 8          | 11 september 2003 | Jo De Poorter        | Tim Pauwels           | Michiel Devlieger        |
| 9          | 15 september 2003 | Tim Pauwels          | Helmut Lotti          | Jo De Poorter            |
| 10         | 16 september 2003 | Tim Pauwels          | Michiel Hendryckx     | Helmut Lotti             |
| 11         | 17 september 2003 | Michiel Hendryckx    | Alain Grootaers       | Tim Pauwels              |
| 12         | 18 september 2003 | Alain Grootaers      | Daisy Van Cauwenbergh | Michiel Hendryckx        |
| 13         | 22 september 2003 | Alain Grootaers      | Willem Wallyn         | Daisy Van Cauwenbergh    |
| 14         | 23 september 2003 | Alain Grootaers      | Willem Wallyn         | Peter Vandermeersch      |
| 15         | 24 september 2003 | Alain Grootaers      | Willem Wallyn         | Jens Mortier             |
| 16         | 25 september 2003 | Alain Grootaers      | Dirk Draulans         | Willem Wallyn            |
| 17         | 29 september 2003 | Alain Grootaers      | Terry Verbiest        | Dirk Draulans            |
| 18         | 30 september 2003 | Alain Grootaers      | Linda Asselbergs      | Terry Verbiest           |
| 19         | 1 oktober 2003    | Alain Grootaers      | Erik Van Looy         | Linda Asselbergs         |
| 20         | 2 oktober 2003    | Erik Van Looy        | Frank Vander linden   | Alain Grootaers          |
| 21         | 6 oktober 2003    | Erik Van Looy        | Frank Vander linden   | Bart De Pauw             |
| 22         | 7 oktober 2003    | Erik Van Looy        | Frank Vander linden   | Vincent Van Quickenborne |
| 23         | 8 oktober 2003    | Frank Vander linden  | Goedele Devroy        | Erik Van Looy            |
| 24         | 9 oktober 2003    | Goedele Devroy       | Ben Crabbé            | Frank Vander linden      |
| Finaleweek |                   |                      |                       |                          |
| 25         | 13 oktober 2003   | Ben Crabbé           | Frank Vander linden   | Goedele Devroy           |
| 26         | 14 oktober 2003   | Ben Crabbé           | Erik Van Looy         | Frank Vander linden      |
| 27         | 15 oktober 2003   | Ben Crabbé           | Paul D'Hoore          | Erik Van Looy            |
| Finale     | Finale            | Slimste Mens         | Verliezer eindspel    | Verliezer aflevering     |
| 28         | 16 oktober 2003   | Alain Grootaers      | Ben Crabbé            | Paul D'Hoore             |

## Bijzonderheden
- In de laatste aflevering van de voorrondes speelden Ben Crabbé, Goedele Devroy en Frank Vander linden tegen elkaar. Vander linden verloor de aflevering, maar omdat hij de eerste deelnemer uit de top vier was die mocht terugkeren in de finaleweek werd de eerstvolgende aflevering met dezelfde drie kandidaten gespeeld.
- Ben Crabbé wist de seizoensfinale te bereiken nadat hij als laatste ingestroomde kandidaat rechtstreeks moest doorspelen. Hij werd uiteindelijk tweede.